# Liste der Nummer-eins-Hits in Österreich (1994)
Dies ist eine Liste der Nummer-eins-Hits in Österreich im Jahr 1994. Sie basiert auf den wöchentlichen Single- und Albumlisten der österreichischen Charts. Die Singlecharts waren Top-30-Listen, die Albumcharts umfassten 40 Plätze. Es gab in diesem Jahr zehn Nummer-eins-Singles und 17 Nummer-eins-Alben.

## Singles
| ← 1993 ← | Liste der Nummer-eins-Hits in Österreich | Liste der Nummer-eins-Hits in Österreich | Liste der Nummer-eins-Hits in Österreich                                                                        | 1995 →                                                          |
| \| Zeitraum \| Wo. ges. \| Interpret \| Titel Autor(en) \| Zusätzliche Informationen \| \| (Zeitraum, Wochen auf Platz eins, Interpret, Titel, Autor[en], zusätzliche Informationen) \| \| \| \| \| \| ----------------------------------------------------------------------------------------- \| -------- \| -------------------------------- \| --------------------------------------------------------------------------------------------------------------- \| --------------------------------------------------------------- \| \| 14. November 1993 – 5. Februar 1994 12 Wochen (insgesamt 12) \| 12 \| Meat Loaf \| I’d Do Anything for Love (But I Won’t Do That) Jim Steinman \| – \| \| 6. Februar 1994 – 12. Februar 1994 1 Woche (insgesamt 1) \| 1 \| Cappella \| U Got 2 Let the Music Gianfranco Bortolotti, Antonio Puntillo, Pierre Feroldi, Roberto Arduini, Steven Zucchini \| – \| \| 13. Februar 1994 – 9. April 1994 8 Wochen (insgesamt 8) \| 8 \| Bryan Adams, Rod Stewart & Sting \| All for Love Bryan Adams, Robert „Mutt“ Lange, Michael Kamen \| Aus dem Soundtrack von Die drei Musketiere. \| \| 10. April 1994 – 7. Mai 1994 4 Wochen (insgesamt 4) \| 4 \| Bruce Springsteen \| Streets of Philadelphia Bruce Springsteen \| Aus dem Soundtrack zu Philadelphia. \| \| 8. Mai 1994 – 2. Juli 1994 8 Wochen (insgesamt 8) \| 8 \| Mariah Carey \| Without You Pete Ham, Tom Evans \| Im Original von Badfinger (1970). \| \| 3. Juli 1994 – 20. August 1994 7 Wochen \| 7 \| Mo-Do \| Eins, zwei, Polizei Claudio Zennaro, Fulvio Zafret, Mario Pinosa, Sergio Portaluri \| – \| \| 21. August 1994 – 17. September 1994 4 Wochen (insgesamt 8) \| 8 \| All-4-One \| I Swear Gary Baker, Frank J. Myers \| Im Original von John Michael Montgomery. \| \| 18. September 1994 – 1. Oktober 1994 2 Wochen (insgesamt 2) \| 2 \| Wet Wet Wet \| Love Is All Around Reg Presley \| Im Original von The Troggs. \| \| 2. Oktober 1994 – 29. Oktober 1994 4 Wochen (insgesamt 8) \| 8 \| All-4-One \| I Swear Gary Baker, Frank J. Myers \| Im Original von John Michael Montgomery. \| \| 30. Oktober 1994 – 5. November 1994 1 Woche (insgesamt 3) \| 3 \| Lucilectric \| Hey Süßer Luci van Org, Goldkind \| – \| \| 6. November 1994 – 12. November 1994 1 Woche (insgesamt 7) \| 7 \| Rednex \| Cotton Eye Joe Janne Ericsson, Örjan Öban Öberg, Pat Reiniz \| Basiert auf dem traditionellen Folksong Cotton-Eyed Joe (1882). \| \| 13. November 1994 – 26. November 1994 2 Wochen (insgesamt 3) \| 3 \| Lucilectric \| Hey Süßer Luci van Org, Goldkind \| – \| \| 27. November 1994 – 7. Januar 1995 6 Wochen (insgesamt 7) \| 7 \| Rednex \| Cotton Eye Joe Janne Ericsson, Örjan Öban Öberg, Pat Reiniz \| Basiert auf dem traditionellen Folksong Cotton-Eyed Joe (1882). \| |                                          |                                          | |                                                                 |
| ← 1993 |                                          |                                          | | → 1995 →                                                        |
| Zeitraum | Wo. ges.                                 | Interpret                                | Titel Autor(en)                                                                                                 | Zusätzliche Informationen                                       |
| (Zeitraum, Wochen auf Platz eins, Interpret, Titel, Autor[en], zusätzliche Informationen) |                                          |                                          | |                                                                 |
| 14. November 1993 – 5. Februar 1994 12 Wochen (insgesamt 12) | 12                                       | Meat Loaf                                | I’d Do Anything for Love (But I Won’t Do That) Jim Steinman                                                     | –                                                               |
| 6. Februar 1994 – 12. Februar 1994 1 Woche (insgesamt 1) | 1                                        | Cappella                                 | U Got 2 Let the Music Gianfranco Bortolotti, Antonio Puntillo, Pierre Feroldi, Roberto Arduini, Steven Zucchini | –                                                               |
| 13. Februar 1994 – 9. April 1994 8 Wochen (insgesamt 8) | 8                                        | Bryan Adams, Rod Stewart & Sting         | All for Love Bryan Adams, Robert „Mutt“ Lange, Michael Kamen                                                    | Aus dem Soundtrack von Die drei Musketiere.                     |
| 10. April 1994 – 7. Mai 1994 4 Wochen (insgesamt 4) | 4                                        | Bruce Springsteen                        | Streets of Philadelphia Bruce Springsteen                                                                       | Aus dem Soundtrack zu Philadelphia.                             |
| 8. Mai 1994 – 2. Juli 1994 8 Wochen (insgesamt 8) | 8                                        | Mariah Carey                             | Without You Pete Ham, Tom Evans                                                                                 | Im Original von Badfinger (1970).                               |
| 3. Juli 1994 – 20. August 1994 7 Wochen | 7                                        | Mo-Do                                    | Eins, zwei, Polizei Claudio Zennaro, Fulvio Zafret, Mario Pinosa, Sergio Portaluri                              | –                                                               |
| 21. August 1994 – 17. September 1994 4 Wochen (insgesamt 8) | 8                                        | All-4-One                                | I Swear Gary Baker, Frank J. Myers                                                                              | Im Original von John Michael Montgomery.                        |
| 18. September 1994 – 1. Oktober 1994 2 Wochen (insgesamt 2) | 2                                        | Wet Wet Wet                              | Love Is All Around Reg Presley                                                                                  | Im Original von The Troggs.                                     |
| 2. Oktober 1994 – 29. Oktober 1994 4 Wochen (insgesamt 8) | 8                                        | All-4-One                                | I Swear Gary Baker, Frank J. Myers                                                                              | Im Original von John Michael Montgomery.                        |
| 30. Oktober 1994 – 5. November 1994 1 Woche (insgesamt 3) | 3                                        | Lucilectric                              | Hey Süßer Luci van Org, Goldkind                                                                                | –                                                               |
| 6. November 1994 – 12. November 1994 1 Woche (insgesamt 7) | 7                                        | Rednex                                   | Cotton Eye Joe Janne Ericsson, Örjan Öban Öberg, Pat Reiniz                                                     | Basiert auf dem traditionellen Folksong Cotton-Eyed Joe (1882). |
| 13. November 1994 – 26. November 1994 2 Wochen (insgesamt 3) | 3                                        | Lucilectric                              | Hey Süßer Luci van Org, Goldkind                                                                                | –                                                               |
| 27. November 1994 – 7. Januar 1995 6 Wochen (insgesamt 7) | 7                                        | Rednex                                   | Cotton Eye Joe Janne Ericsson, Örjan Öban Öberg, Pat Reiniz                                                     | Basiert auf dem traditionellen Folksong Cotton-Eyed Joe (1882). |

## Alben
| ← 1993 ← | Liste der Nummer-eins-Alben in Österreich | Liste der Nummer-eins-Alben in Österreich | Liste der Nummer-eins-Alben in Österreich | 1995 →                    |
| \| Zeitraum \| Wo. ges. \| Interpret \| Titel \| Zusätzliche Informationen \| \| (Zeitraum, Wochen auf Platz eins, Interpret, Titel, zusätzliche Informationen) \| \| \| \| \| \| ------------------------------------------------------------------------------ \| -------- \| -------------------------------------- \| --------------------------------- \| ------------------------- \| \| 26. Dezember 1993 – 8. Januar 1994 2 Wochen (insgesamt 2) \| 2 \| Elton John \| Duets \| – \| \| 9. Januar 1994 – 12. Februar 1994 5 Wochen (insgesamt 7) \| 7 \| Bryan Adams \| So Far, So Good \| – \| \| 13. Februar 1994 – 26. Februar 1994 2 Wochen \| 2 \| Nockalm Quintett \| Nockalm Gold \| – \| \| 27. Februar 1994 – 12. März 1994 2 Wochen (insgesamt 7) \| 7 \| Bryan Adams \| So Far, So Good \| – \| \| 13. März 1994 – 2. April 1994 3 Wochen (insgesamt 3) \| 3 \| Ostbahn Kurti & Die Chefpartie \| Trost & Rat \| – \| \| 3. April 1994 – 16. April 1994 2 Wochen (insgesamt 2) \| 2 \| Hubert von Goisern und die Alpinkatzen \| Omunduntn \| – \| \| 17. April 1994 – 23. April 1994 1 Woche \| 1 \| Soundtrack \| Philadelphia \| – \| \| 24. April 1994 – 14. Mai 1994 3 Wochen (insgesamt 4) \| 4 \| Pink Floyd \| The Division Bell \| – \| \| 15. Mai 1994 – 16. Juli 1994 9 Wochen (insgesamt 11) \| 11 \| Mariah Carey \| Music Box \| – \| \| 17. Juli 1994 – 23. Juli 1994 1 Woche (insgesamt 1) \| 1 \| Crash Test Dummies \| God Shuffled His Feet \| – \| \| 24. Juli 1994 – 30. Juli 1994 1 Woche (insgesamt 3) \| 3 \| The Rolling Stones \| Voodoo Lounge \| – \| \| 31. Juli 1994 – 6. August 1994 1 Woche (insgesamt 11) \| 11 \| Mariah Carey \| Music Box \| – \| \| 7. August 1994 – 13. August 1994 1 Woche (insgesamt 3) \| 3 \| The Rolling Stones \| Voodoo Lounge \| – \| \| 14. August 1994 – 20. August 1994 1 Woche (insgesamt 11) \| 11 \| Mariah Carey \| Music Box \| – \| \| 21. August 1994 – 27. August 1994 1 Woche (insgesamt 3) \| 3 \| The Rolling Stones \| Voodoo Lounge \| – \| \| 28. August 1994 – 3. September 1994 1 Woche (insgesamt 1) \| 1 \| Wet Wet Wet \| End of Part 1 – The Greatest Hits \| – \| \| 4. September 1994 – 10. September 1994 1 Woche (insgesamt 4) \| 4 \| Pink Floyd \| The Division Bell \| – \| \| 11. September 1994 – 8. Oktober 1994 4 Wochen \| 4 \| Carreras, Domingo, Pavarotti \| The 3 Tenors in Concert 1994 \| – \| \| 9. Oktober 1994 – 15. Oktober 1994 1 Woche (insgesamt 1) \| 1 \| Eric Clapton \| From the Cradle \| – \| \| 16. Oktober 1994 – 29. Oktober 1994 2 Wochen \| 2 \| R.E.M. \| Monster \| – \| \| 30. Oktober 1994 – 12. November 1994 2 Wochen (insgesamt 4) \| 4 \| Bon Jovi \| Cross Road \| – \| \| 13. November 1994 – 19. November 1994 1 Woche (insgesamt 3) \| 3 \| Nirvana \| MTV Unplugged in New York \| – \| \| 20. November 1994 – 26. November 1994 1 Woche (insgesamt 4) \| 4 \| Bon Jovi \| Cross Road \| – \| \| 27. November 1994 – 10. Dezember 1994 2 Wochen (insgesamt 3) \| 3 \| Nirvana \| MTV Unplugged in New York \| – \| \| 11. Dezember 1994 – 17. Dezember 1994 1 Woche (insgesamt 4) \| 4 \| Bon Jovi \| Cross Road \| – \| \| 18. Dezember 1994 – 7. Januar 1995 3 Wochen (insgesamt 3) \| 3 \| Erste Allgemeine Verunsicherung \| Nie wieder Kunst (wie immer …) \| – \| |                                           |                                           |                                           |                           |
| ← 1993 |                                           |                                           |                                           | → 1995 →                  |
| Zeitraum | Wo. ges.                                  | Interpret                                 | Titel                                     | Zusätzliche Informationen |
| (Zeitraum, Wochen auf Platz eins, Interpret, Titel, zusätzliche Informationen) |                                           |                                           |                                           |                           |
| 26. Dezember 1993 – 8. Januar 1994 2 Wochen (insgesamt 2) | 2                                         | Elton John                                | Duets                                     | –                         |
| 9. Januar 1994 – 12. Februar 1994 5 Wochen (insgesamt 7) | 7                                         | Bryan Adams                               | So Far, So Good                           | –                         |
| 13. Februar 1994 – 26. Februar 1994 2 Wochen | 2                                         | Nockalm Quintett                          | Nockalm Gold                              | –                         |
| 27. Februar 1994 – 12. März 1994 2 Wochen (insgesamt 7) | 7                                         | Bryan Adams                               | So Far, So Good                           | –                         |
| 13. März 1994 – 2. April 1994 3 Wochen (insgesamt 3) | 3                                         | Ostbahn Kurti & Die Chefpartie            | Trost & Rat                               | –                         |
| 3. April 1994 – 16. April 1994 2 Wochen (insgesamt 2) | 2                                         | Hubert von Goisern und die Alpinkatzen    | Omunduntn                                 | –                         |
| 17. April 1994 – 23. April 1994 1 Woche | 1                                         | Soundtrack                                | Philadelphia                              | –                         |
| 24. April 1994 – 14. Mai 1994 3 Wochen (insgesamt 4) | 4                                         | Pink Floyd                                | The Division Bell                         | –                         |
| 15. Mai 1994 – 16. Juli 1994 9 Wochen (insgesamt 11) | 11                                        | Mariah Carey                              | Music Box                                 | –                         |
| 17. Juli 1994 – 23. Juli 1994 1 Woche (insgesamt 1) | 1                                         | Crash Test Dummies                        | God Shuffled His Feet                     | –                         |
| 24. Juli 1994 – 30. Juli 1994 1 Woche (insgesamt 3) | 3                                         | The Rolling Stones                        | Voodoo Lounge                             | –                         |
| 31. Juli 1994 – 6. August 1994 1 Woche (insgesamt 11) | 11                                        | Mariah Carey                              | Music Box                                 | –                         |
| 7. August 1994 – 13. August 1994 1 Woche (insgesamt 3) | 3                                         | The Rolling Stones                        | Voodoo Lounge                             | –                         |
| 14. August 1994 – 20. August 1994 1 Woche (insgesamt 11) | 11                                        | Mariah Carey                              | Music Box                                 | –                         |
| 21. August 1994 – 27. August 1994 1 Woche (insgesamt 3) | 3                                         | The Rolling Stones                        | Voodoo Lounge                             | –                         |
| 28. August 1994 – 3. September 1994 1 Woche (insgesamt 1) | 1                                         | Wet Wet Wet                               | End of Part 1 – The Greatest Hits         | –                         |
| 4. September 1994 – 10. September 1994 1 Woche (insgesamt 4) | 4                                         | Pink Floyd                                | The Division Bell                         | –                         |
| 11. September 1994 – 8. Oktober 1994 4 Wochen | 4                                         | Carreras, Domingo, Pavarotti              | The 3 Tenors in Concert 1994              | –                         |
| 9. Oktober 1994 – 15. Oktober 1994 1 Woche (insgesamt 1) | 1                                         | Eric Clapton                              | From the Cradle                           | –                         |
| 16. Oktober 1994 – 29. Oktober 1994 2 Wochen | 2                                         | R.E.M.                                    | Monster                                   | –                         |
| 30. Oktober 1994 – 12. November 1994 2 Wochen (insgesamt 4) | 4                                         | Bon Jovi                                  | Cross Road                                | –                         |
| 13. November 1994 – 19. November 1994 1 Woche (insgesamt 3) | 3                                         | Nirvana                                   | MTV Unplugged in New York                 | –                         |
| 20. November 1994 – 26. November 1994 1 Woche (insgesamt 4) | 4                                         | Bon Jovi                                  | Cross Road                                | –                         |
| 27. November 1994 – 10. Dezember 1994 2 Wochen (insgesamt 3) | 3                                         | Nirvana                                   | MTV Unplugged in New York                 | –                         |
| 11. Dezember 1994 – 17. Dezember 1994 1 Woche (insgesamt 4) | 4                                         | Bon Jovi                                  | Cross Road                                | –                         |
| 18. Dezember 1994 – 7. Januar 1995 3 Wochen (insgesamt 3) | 3                                         | Erste Allgemeine Verunsicherung           | Nie wieder Kunst (wie immer …)            | –                         |

## Jahreshitparaden
| ← 1993 ← | Liste der Nummer-eins-Hits in Österreich | Liste der Nummer-eins-Hits in Österreich        | Liste der Nummer-eins-Hits in Österreich | 1995 →   |
| \| Singles \| Position# \| Alben \| \| ------------------------------------------------------------------------------------------------------------------------ \| --------- \| ----------------------------------------------- \| \| Without You Mariah Carey Pete Ham, Tom Evans \| 1 \| Music Box Mariah Carey \| \| Love Is All Around Wet Wet Wet Reg Presley \| 2 \| The Division Bell Pink Floyd \| \| All for Love Bryan Adams, Rod Stewart & Sting Bryan Adams, Robert „Mutt“ Lange, Michael Kamen \| 3 \| So Far, So Good Bryan Adams \| \| Streets of Philadelphia Bruce Springsteen \| 4 \| Philadelphia Soundtrack \| \| I Swear All-4-One Gary Baker, Frank J. Myers \| 5 \| Get a Grip Aerosmith \| \| Eins, zwei, Polizei Mo-Do Claudio Zennaro, Fulvio Zafret, Mario Pinosa, Sergio Portaluri \| 6 \| Nockalm Gold Nockalm Quintett \| \| Cotton Eye Joe Rednex Janne Ericsson, Örjan Öban Öberg, Pat Reiniz \| 7 \| Omununtn Hubert von Goisern und die Alpinkatzen \| \| U Got 2 Let the Music Cappella Gianfranco Bortolotti, Antonio Puntillo, Pierre Feroldi, Roberto Arduini, Steven Zucchini \| 8 \| God Shuffled His Feet Crash Test Dummies \| \| The Sign Ace of Base Jonas Berggren \| 9 \| Crash! Boom! Bang! Roxette \| \| 7 Seconds Youssou N’Dour & Neneh Cherry Neneh Cherry, Youssou N’Dour, Cameron McVey, Jonathan Sharp \| 10 \| Brüder Rainhard Fendrich \| |                                          |                                                 |                                          |          |
| ← 1993 |                                          |                                                 |                                          | → 1995 → |
| Singles | Position#                                | Alben                                           |                                          |          |
| Without You Mariah Carey Pete Ham, Tom Evans | 1                                        | Music Box Mariah Carey                          |                                          |          |
| Love Is All Around Wet Wet Wet Reg Presley | 2                                        | The Division Bell Pink Floyd                    |                                          |          |
| All for Love Bryan Adams, Rod Stewart & Sting Bryan Adams, Robert „Mutt“ Lange, Michael Kamen | 3                                        | So Far, So Good Bryan Adams                     |                                          |          |
| Streets of Philadelphia Bruce Springsteen | 4                                        | Philadelphia Soundtrack                         |                                          |          |
| I Swear All-4-One Gary Baker, Frank J. Myers | 5                                        | Get a Grip Aerosmith                            |                                          |          |
| Eins, zwei, Polizei Mo-Do Claudio Zennaro, Fulvio Zafret, Mario Pinosa, Sergio Portaluri | 6                                        | Nockalm Gold Nockalm Quintett                   |                                          |          |
| Cotton Eye Joe Rednex Janne Ericsson, Örjan Öban Öberg, Pat Reiniz | 7                                        | Omununtn Hubert von Goisern und die Alpinkatzen |                                          |          |
| U Got 2 Let the Music Cappella Gianfranco Bortolotti, Antonio Puntillo, Pierre Feroldi, Roberto Arduini, Steven Zucchini | 8                                        | God Shuffled His Feet Crash Test Dummies        |                                          |          |
| The Sign Ace of Base Jonas Berggren | 9                                        | Crash! Boom! Bang! Roxette                      |                                          |          |
| 7 Seconds Youssou N’Dour & Neneh Cherry Neneh Cherry, Youssou N’Dour, Cameron McVey, Jonathan Sharp | 10                                       | Brüder Rainhard Fendrich                        |                                          |          |